# Агеев, Леонид Мартемьянович
Леони́д Мартемья́нович Аге́ев (21 ноября 1935 — 16 февраля 1991) — советский и российский поэт и писатель-фантаст.

## Биография
Окончил геологоразведочный факультет Ленинградского горного института им. Плеханова. Работал в проектном институте, участвовал в геологических экспедициях, в НПО «Рудгеофизика». Член Союза писателей СССР.
В 1953 году, вместе с О. Тарутиным, А. Городницким, В. Британишским и другими организовал впоследствии знаменитое литературное объединение (ЛИТО) при Горном институте, студентом которого он тогда являлся.
Первая поэтическая публикация относится к 1958 году. Первую книгу стихов «Земля» выпустил в 1962 году.
Единственный прозаический сборник Агеева, «Второе сердце» (1986), включил произведения, посвященные трудовым и житейским будням людей разных профессий, а также фантастические рассказы писателя.
К фантастике Агеев обратился в 1970-х, его первая научно-фантастическая публикация — рассказ «Анюта» — опубликован в ленинградском сборнике фантастики «Кольцо обратного времени» (1977). Фантастические рассказы Агеева часто представляют собой повествования о житейских обстоятельствах жизни конца XXI века, которые мало чем отличаются от современных. Среди его фантастических произведений, опубликованных в нескольких сборниках, рассказы «Маэстро» (о пересадке сердца, меняющей личность пациента), «С доставкой на дом» (о пришельцах, отправляющих писателя на сто лет вперёд), «Роботы средней группы» и др. В рассказе «Почем нынче строка?..» описаны будни писателя-фантаста 1960-х.
Последние несколько лет жизни руководил ЛИТО.
Умер 16 февраля 1991 года. Похоронен на Волковском кладбище (Санкт-Петербург).
В 2002 году ближайший друг Агеева по жизни и творчеству Олег Тарутин составил и подготовил к печати том его избранных стихотворений «Геология жизни».

## Книги
- Агеев Л. М. Земля. — М., 1962.
- Агеев Л. М. Лица встречных. — М.—Л.: Советский писатель, 1964. — 88 с.
- Агеев Л. М. Мой человек. Стихотворения. — Л.: Лениздат, 1968. — 107 с.
- Агеев Л. М. Заботы дня. Стихотворения. — Л.: Советский писатель, 1972. — 87 с.
- Агеев Л. М. Жизни — сорок сороков. — Л., 1976.
- Агеев Л. М. Пора приобретений. Стихотворения. — Л.: Советский писатель, 1979. — 78 с.
- Агеев Л. М. Протяженность. Стихотворения. — Л.: Лениздат, 1981. — 86 с.
- Агеев Л. М. Округа. Стихотворения. — Л.: Советский писатель, 1983. — 70 с.
- Агеев Л. М. Второе сердце. Рассказы и повесть. — Л.: Советский писатель, 1986. — 276 с. — 30 000 экз.
- Агеев Л. М. Владение. Стихотворения и поэма. — Л.: Лениздат, 1986. — 110 с. — ISBN 5-265-00672-9.
- Агеев Л. М. Сорок сороков. Стихотворения. — Л.: Советский писатель, 1989. — 302 с. — ISBN 5-265-00672-9.
- Агеев Л. М. Геология жизни : Избранные стихотворения. — СПб.: Журнал "Нева", 2002. — 206 с. — 800 экз. — ISBN 5-87516-200-7.